# Arany János-jutalom

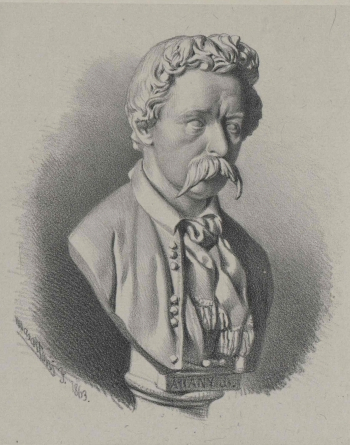
Arany János költőt, a díj névadóját ábrázoló szobor

Az Arany János-jutalom egy 1995-ben alapított, 1996 és 2003 között kiosztott irodalmi díj, melyet a Magyar Írószövetség Arany János Alapítványának kuratóriuma ítélt oda a magyar irodalom értékeinek védelme és gondozása terén végzett tevékenység elismeréseként. Első alkalommal 1996. október 23-án adták át.

## Alapítása és odaítélése
A Magyar Írószövetség 1989-es közgyűlésének határozatával létrehozott és 1990 tavaszán bejegyzett Arany János Alapítvány, amelynek célja a régebbi s élő magyar irodalom értékeinek védelme, gondozása, új értékek létrejöttének elősegítése, anyanyelvünk ápolása, nemesítése, művészi gazdagítása, valamint a kiterjedt gondolat- és érzelemvilág szabad kifejezése, az 1995-ös közgyűlésen döntött – az Arany János-díj mellett – e jutalom adományozásáról is.
A pénzjutalommal járó elismeréseket az alapítvány kuratóriuma ítélte oda nyolc éven át három-három főnek. Az elismeréseket minden évben Arany János halála napjához közeli időpontban, az 1956-os forradalom ünnepnapján, október 23-án adták át.
Az Arany János-nagydíj létrehozását követően, 2004-ben megszüntették.

## Díjazottak
| Év   | Név                                                                       |
| ---- | ------------------------------------------------------------------------- |
| 1996 | Balla D. Károly író, szerkesztő                                           |
| 1996 | Gutai Magda író, költő, orvos                                             |
| 1996 | Mezey Katalin prózaíró, költő, műfordító                                  |
| 1997 | Gálfalvi György riporter, irodalomtörténész                               |
| 1997 | Tárnok Zoltán író, szerkesztő                                             |
| 1997 | Tóth Éva költő, műfordító, esszéista                                      |
| 1998 | Egyed Péter költő, író, filozófus, kritikus                               |
| 1998 | Monostori Imre irodalomtörténész, kritikus, pedagógus, könyvtáros         |
| 1998 | Szöllősi Zoltán költő, műfordító                                          |
| 1999 | Lászlóffy Csaba költő író, műfordító, esszéista                           |
| 1999 | Olasz Sándor irodalomtörténész, kritikus, szerkesztő, egyetemi tanár      |
| 1999 | Tóth Erzsébet költő                                                       |
| 2000 | Ács Margit író, esszé- és tanulmányíró, műkritikus                        |
| 2000 | Bogdán László költő, író, újságíró                                        |
| 2000 | Cselényi László író, költő, újságíró, műfordító                           |
| 2001 | Czigány György író, költő, újságíró, szerkesztő, zenei rendező            |
| 2001 | Láng Gusztáv irodalomtörténész, kritikus, egyetemi tanár                  |
| 2001 | Petrőczi Éva költő, író, műfordító, irodalomtörténész, publicista         |
| 2002 | Kis Pintér Imre könyvtáros, egyetemi tanár, kritikus, irodalomtörténész   |
| 2002 | Lengyel András irodalomtörténész, muzeológus, művelődéstörténész          |
| 2002 | Veress Miklós költő, műfordító, kritikus                                  |
| 2003 | Balázs Imre József költő, irodalomkritikus, szerkesztő, irodalomtörténész |
| 2003 | Kiss Benedek költő, műfordító                                             |
| 2003 | N. Pál József irodalomtörténész, kritikus                                 |